# Puente Alto
Puente Alto est une commune du Chili, située dans la province de Cordillera et la région métropolitaine de Santiago.

## Géographie

Localisation de Puente Alto (en rouge) au sein de la région métropolitaine de Santiago.

La commune s'étend sur 88 km2 au sud-est de la région métropolitaine de Santiago, sur un territoire de plaine à l'ouest et qui s'étend sur les contreforts des Andes à l'est. Elle est limitée au sud par le cours du Maipo.

## Histoire
La commune est créée par un décret du 8 janvier 1898.

## Population et société

### Démographie
La population s'élevait à 568 106 habitants en 2017. De ce fait, Puente Alto constitue de ce fait la seconde commune la plus peuplée du pays après Maipú, en raison de l'exode rural massif qu'a connu le pays depuis les années 1970.

## Politique et administration
La commune est dirigée par un maire et dix conseillers élus pour un mandat de quatre ans. Les dernières élections ont eu lieu les 26 et 27 octobre 2024. 
| Période                                  | Période         | Identité                   | Étiquette | Qualité |
| ---------------------------------------- | --------------- | -------------------------- | --------- | ------- |
| Les données manquantes sont à compléter. |                 |                            |           |         |
| 26 septembre 1992                        | 6 décembre 1996 | Carlos Moreno Agurto       | DC        |         |
| 6 décembre 1996                          | 6 décembre 2000 | Sergio Roubillard González | PS        |         |
| 6 décembre 2000                          | 6 décembre 2012 | Manuel José Ossandón (es)  | RN        |         |
| 6 décembre 2012                          | 6 décembre 2024 | Germán Codina Powers       | RN        |         |
| 6 décembre 2024                          | en fonction     | Matías Toledo Herrera (es) | Ind.      |         |

## Galerie

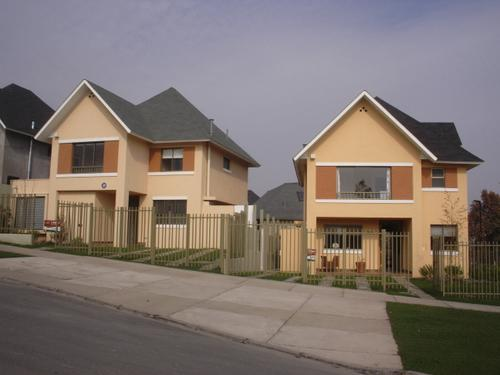
Quartier résidentiel
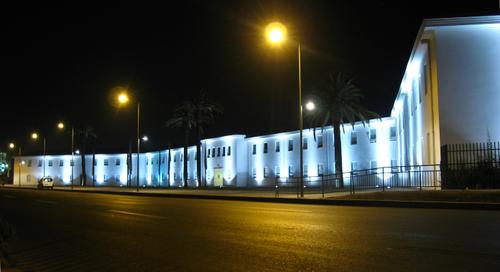
Mairie de Puente Alto
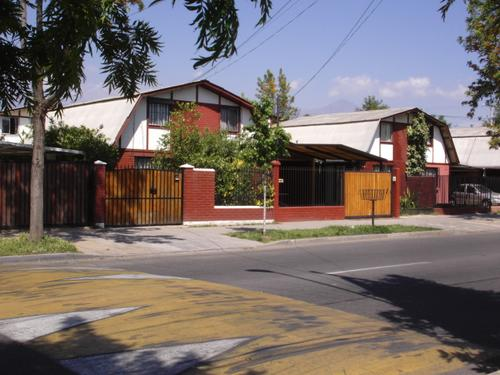

## Personnalités
- Ingrid Aceitón, née en 1993 à Puente Alto, présentatrice de télévision et mannequin chilienne.